# Michel Meunier (astronome)
Pour les articles homonymes, voir Michel Meunier.
Michel Meunier est un astronome amateur français et un pilote d'avion. Selon le Minor Planet Center, il a découvert l'astéroïde (23663) Kalou le 10 mars 1997. La même année, il découvre la comète périodique C/1997 J2 (Meunier-Dupouy) en collaboration avec Philippe Dupouy. Cette découverte a fait d'eux les premiers astronomes à découvrir une comète à l'aide d'un télescope télécommandé.
En 2017, avec un autre astronome amateur Laurent Bernasconi, Ils ont créé le Team Janus. C'est maintenant ensemble qu'ils partagent leur passion de l'astronomie. Ils utilisent un télescope de 500mm situé à l'observatoire des Engarouines qui se trouve dans l'Hémisphère Nord en France, et un télescope de 520mm situé à l'Hacienda des Etoiles dans l'Hémisphère Sud au Chili.
L'astéroïde (37848) Michelmeunier a été nommé en son honneur.